# 24-Stunden-Rennen auf dem Nürburgring 1985

Streckenführung für das 24-Stunden-Rennen ab 1984

Das 13. 24-Stunden-Rennen auf dem Nürburgring fand vom 22. auf den 23. August 1985 auf dem Nürburgring statt.

## Rennergebnis
Wie im Vorjahr gewann 1985 erneut der BMW 635 CSi des Auto Budde Teams, am Steuer saß der Vorjahressieger Axel Felder mit Jürgen Hamelmann und Robert Walterscheid-Müller. Der zweite Budde-BMW 528i, der für Pontus-Racing gemeldet war und wie im Vorjahr von Jochen Felder, Peter Faubel und Axel Felder pilotiert wurde, erreichte mit dem zweiten Platz ebenfalls die gleiche Platzierung wie im Vorjahr. Das Podium komplettierte der Opel Manta 400 von Mich Opel Tuning mit den Fahrern Karl-Heinz Schäfer, Volker Strycek und Erwin Weber.
Die Sieger absolvierten 128 Runden und legten dabei eine Strecke von 3244,80 km zurück. Von den 115 gestarteten Fahrzeugen wurden 77 gewertet.

## Rennverlauf
Nachdem der in Führung liegende Ford Capri des Team Ringshausen mit Dieter Gartmann, Helmut Döring und Klaus Niedzwiedz gegen 1:30 Uhr in Runde 50 einen kapitalen Motorschaden erlitt und der spätere drittplatzierte Opel Manta wegen einer defekten Wasserpumpe eine 60-minütige Reparaturpause einlegen musste, fuhr Auto Budde zum zweiten Sieg in Folge.

## Streckenführung
Seit dem Umbau der Strecke im Jahr 1983 wurde das 24-Stunden-Rennen am Nürburgring auf einer Kombination aus Nordschleife und Grand-Prix-Strecke ausgetragen.